# Hydrotaea lalashanensis
Hydrotaea lalashanensis är en tvåvingeart som beskrevs av Shinonaga 2006. Hydrotaea lalashanensis ingår i släktet Hydrotaea och familjen husflugor.
Artens utbredningsområde är Taiwan. Inga underarter finns listade i Catalogue of Life.